# Софія Лібкнехт

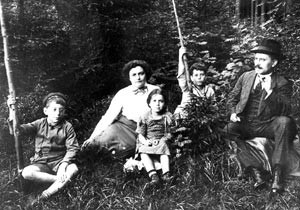
Софі Лібкнехт з чоловіком та дітьми, 1913

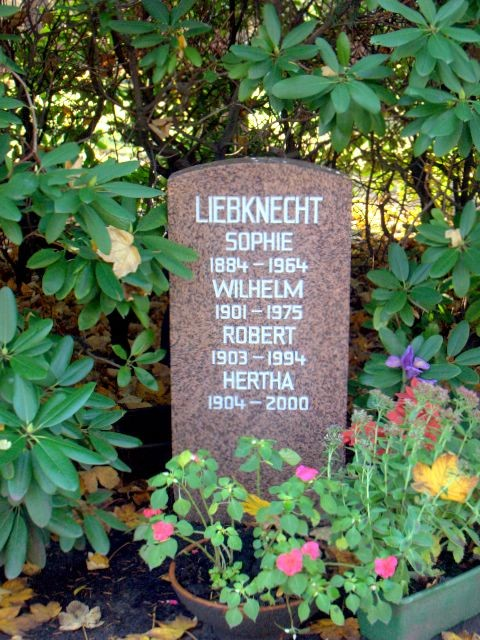
Могильний камінь на могилі Софі Лібкнехт і сім'ї Лібкнехт.

Софія Борисівна Рисс (нар. 18 січня 1884 — пом. 11 листопада 1964), у шлюбі Лібкнехт — німецька соціалістка і феміністка. Дружина Карла Лібкнехта.

## Життєпис
Народилася 1884 року в Ростові-на-Дону в родині купця другої гільдії, інженера Бера Ідельовича (Бориса Ілліча) Рисса та Ольги Павлівни Рисс. Батько, випускник відділення натуральної філософії Мюнхенського університету і борошномельного факультету політехнікуму в Хемніці, керував паровим млином Борошномельного товариства братів Бейнуша і Хацкеля Рисс.
Софія Рисс навчалась у Німеччині, де познайомилася з мислителем-марксистом і майбутнім революціонером Карлом Лібкнехтом, з яким одружилась у 1912 році. Від колишнього шлюбу у Лібкнехта вже було троє дітей — Софія зайнялася їх вихованням (власних дітей в шлюбі не мала).
Спочатку, вступивши до лав Соціал-демократичної партії Німеччини (СДПН), вона разом з чоловіком вийшла з неї і вступила в засновану ним і його прихильниками Комуністичну партію Німеччини в 1918 році.
Карла Лібкнехта було убито 15 січня 1919 року в ході невдалого повстання спартакістів, після чого Софія переїхала до Лондона, а потім повернулася до Німеччини в період Веймарської республіки. Члени родині Лібкнехта, стривожені приходом до влади нацистської партії в 1933 році і побоюючись за своє життя, емігрували.
Чрез те, що народилася в Російській імперії, Софія Лібкнехт переїхала до СРСР в 1934 році і влаштувалася в Москві, де прожила решту життя.
На її похороні в 1964 році були присутні її пасинки Роберт і Вільгельм. Радянський уряд влаштував публічну церемонію і почесний караул.
Велика частина її листування з Розою Люксембург була опублікована.

## Родина
- Сестра — хімік Сільвія Борисівна Шпільрейн (до шлюбу Рисс, фр. Cécile Spielrein), випускниця Сорбонни, її дисертація «Equilibre du sulfate de lithium avec les sulfates alcalins en présence de leurs solutions mixtes» була видана в 1913 році (Paris: É. Larose, 1913)[7]; була одружена з доктором технічних наук Яном Шпільрейном.
- Брат — літературний і театральний критик Ілля Березарк.
- Двоюрідні брати — філософ Соломон Якович Рисс і журналіст Петро Якович Рисс; син двоюрідного брата Михайла Бейнушевича Рисса — доктор медичних наук Симон Михайлович Рисс, учений-гастроентеролог, член-кореспондент АМН СРСР[8].
- Племінник — Євген Самойлович Рисс, письменник.